# Ден Гарріґен
Ден Гарріґен (англ. Dan Harrigan, 29 жовтня 1955) — американський плавець.
Призер Олімпійських Ігор 1976 року.
Переможець Панамериканських ігор 1975 року.